# Jeanne Flanagan
Jeanne Ann Flanagan (New Haven, 8 de mayo de 1957) es una deportista estadounidense que compitió en remo.
Participó en los Juegos Olímpicos de Los Ángeles 1984, obteniendo una medalla de oro en la prueba de ocho con timonel. Ganó dos medallas en el Campeonato Mundial de Remo, bronce en 1979 y plata en 1981.

## Palmarés internacional
| Juegos Olímpicos   | Juegos Olímpicos             | Juegos Olímpicos  | Juegos Olímpicos |
| Año                | Lugar                        | Medalla           | Prueba           |
| ------------------ | ---------------------------- | ----------------- | ---------------- |
| 1984               | Los Ángeles (Estados Unidos) | Medalla de oro    | Ocho con timonel |
| Campeonato Mundial |                              |                   |                  |
| Año                | Lugar                        | Medalla           | Prueba           |
| 1979               | Bled (Yugoslavia)            | Medalla de bronce | Ocho con timonel |
| 1981               | Múnich (RFA)                 | Medalla de plata  | Ocho con timonel |